# Bahai Center Austria

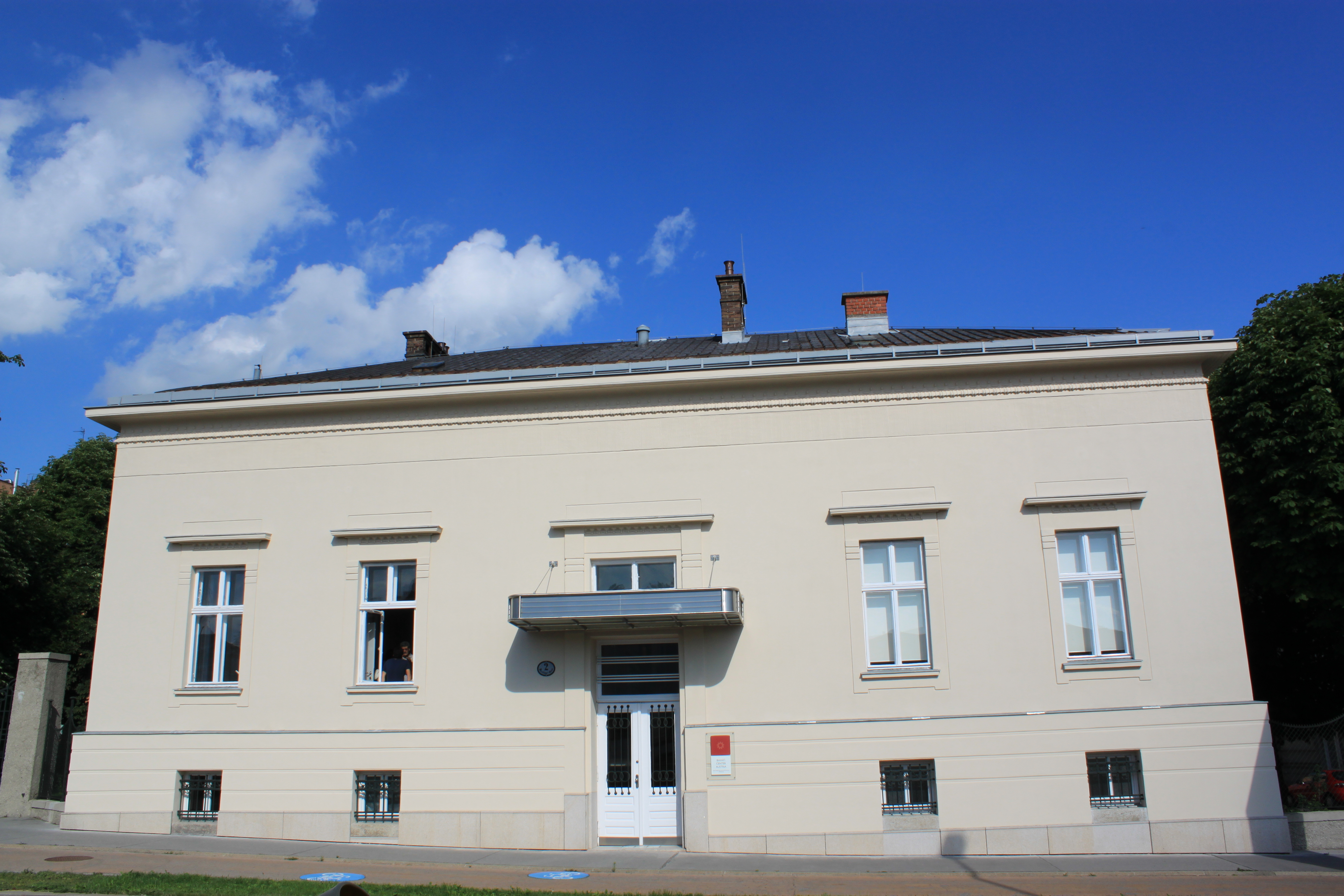
Das Bahai Center Austria

Das Bahai Center Austria ist das Zentrum und der Verwaltungssitz der österreichischen Bahai-Gemeinde. Es befindet sich im 14. Wiener Gemeindebezirk Penzing in der Maroltingergasse 2.

## Bauwerk
Das dem Jugendstil zuzurechnende Gebäude wurde im Jahr 1903 als Offizierskasino der Breitenseer Kaserne errichtet. Seit 2010 beherbergt das Haus, das zuvor renoviert wurde, die rund 1200 Mitglieder zählende österreichische Bahai-Gemeinde. Als solches wurde es am 15. Oktober 2010 mit einem Festakt eröffnet.

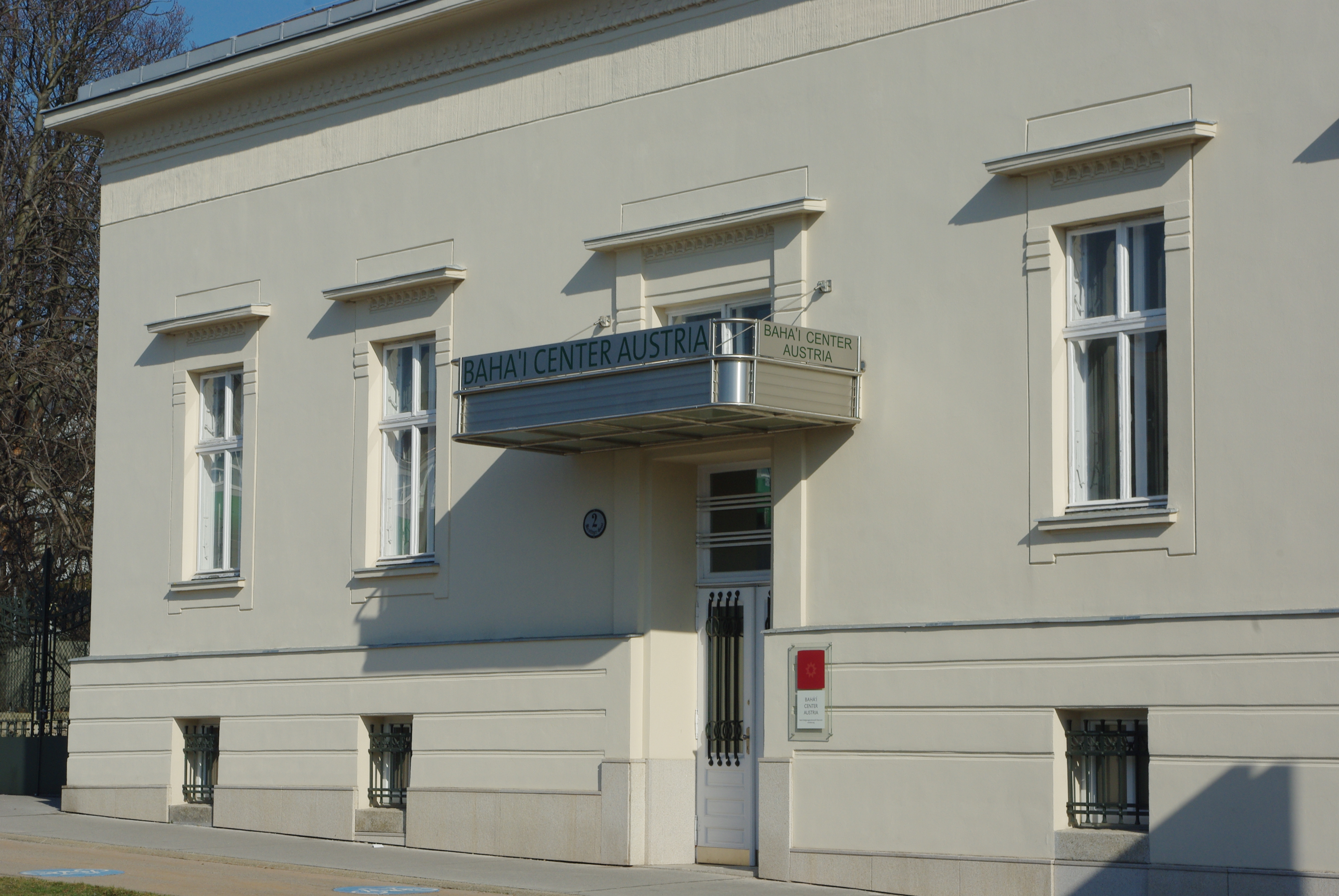
Neues Logo seit März 2012

Im Bahai Center Austria haben unter anderem der Nationale Geistige Rat der Bahai sowie der lokale Geistige Rat der Bahai in Wien ihren Sitz. Mehrmals im Monat finden öffentliche Veranstaltungen statt, darunter Vorträge, Podiumsdiskussionen, interreligiöse Dialoge und Feste. Das Haus besteht aus einem großen Festsaal, einem kleinen Festsaal, einer Bibliothek, mehreren Seminarräumen, einem Kinderzimmer, dem Sekretariat und einem größeren Garten.